# Bazilika Mariazell
Bazilika Mariazell je najvažnije hodočasničko mjesto u Austriji, kao i jedno od glavnih europskih hodočasničkih destinacija. Unutar crkve, nalazi se čudotvorna drvena slika u čast Djevice Marije. 
U području oko Mariazella bio je samostan sv. Lamberta iz 1103. Naselje je osnovano 1157., a njegovo postojanje je dokumentirano 1243. godine. Oltar Blažene Djevice Marije posvećen je 1256. godine.
U četrnaestom stoljeću, velika gotička crkva već je postojala u tom području, ali je bila uništena u požaru. Od 1644. do 1683. godine, obnovljena je u baroknom stilu pod utjecajem arhitekta Domenica Sciassija. Pridodani su toranj i barokna kupola. Oltar je izgradio Johann Bernhard Fischer von Erlach, a posvećen je 1704.
Od dvanaest bočnih kapela svaka ima barokni oltar. Orgulje je napravio Johann Peter Alexander Wagner (1740). Dvije statue podignute ispred ulaza rad su Balthasara Molla (1757.) i predstavljaju Ludovika I. Anžuvinca i češkoga kralja Vladislava III.
Godine 1907. crkva je uzdignuta na rang manje bazilike. Obnove, koja je počela 1992. godine, dovršena je 2007. godine, kada je baziliku posjetio papa Benedikt XVI.

## Galerija
- Portal
- Jedna od kapela
- Blažena Djevica Marija, Majka Austrije
- Oltar